# Jiří Korec (sochař)
Jiří Korec (12. února 1925 Turnov – 7. července 2004 Mlázovice) byl český sochař a medailér.

## Život
Jiří Korec se narodil v Turnově. V 40. letech zde vystudoval Turnovskou Šperkařskou školu. V roce 1949 absolvoval Vysokou školu umělecko-průmyslovou v oboru figurální plastika a reliéf. Byl žákem profesora Jaroslava Horejce a Bedřicha Stefana.
Do konce 60. let se věnoval figurální plastice a reliéfu. Díky své neprůbojnosti a kritickému odstupu od socialistického realismu nebylo jeho dílo bráno v potaz. Podíl na tom měl i umělcův mimořádný úspěch v době vysokoškolských studií a jeho křesťanské založení.
Jiří Korec získal sice významná mezinárodní ocenění (1958 Mezinárodní cena v soutěži na Památník v Osvětimi, 1975 a 1979 cena Mezinárodního kongresu FIDEM) a některá díla zakoupila Národní galerie, plastika Anežka česká je ve Vatikánských sbírkách, avšak doma byla jeho práce cíleně ignorována.
Přestože byl Jiří Korec od roku 1963 členem Svazu českých výtvarných umělců, bylo mu bráněno jak v získání běžných zakázek, tak i možnosti vystavovat. V některých letech byl navzdory bohaté tvorbě téměř bez příjmů. V této situaci mu byla oporou žena Květoslava Korcová, která mu nejen dodávala odvahu a byla průvodkyní v umělecké tvorbě, ale také hradila veškeré náklady spojené s tvorbou.
Jiří Korec poté, co nemohl uspět s figurálními plastikami, orientoval se na medailerskou tvorbu. Právě svými reliéfně výraznými medailemi dosáhl mezinárodních uznání.
Jiří Korec byl průkopníkem techniky galvanoplastiky a zastánce jejího přijetí mezi tradiční umělecké postupy. Galvanoplastika se v jeho podání nestala pouhou kopírovací technikou, ale v procesu elektrochemického nanášení mědi dokázal objevit kouzlo náhody a v souladu s technikou jej umělecky využít. Korcovy medaile jsou zvláštní také velmi výraznou patinou (od dob studií byl vynikajícím patinérem).

## Některá díla - medaile (Národní galerie)
- Zuzana v lázni
- Pocta Bohuslavu Martinů
- Golgota
- Bílé obláčky dálným nebem plynou…
- L'art moderne
- Lidice (sbírky NG}
- Česká píseň (sbírky NG}
- Dětské oči (sbírky NG}
- Květy zla
- Pocta Charlesu Baudelairovi
- Drogy
- Mozartova Praha (sbírky NG}
- Nespoutaná síla
- Máhátma Gandhí
- Trio
- Zabraňte válkám (sbírky NG}
- Zvěstování
- Žena s etui (sbírky NG}
- Torzo naděje
- Mesalina
- Žena s masku (sbírky NG}
- Máchova variace (sbírky NG}
- Sv. Vojtěch